# Viaduc Platano
Le viaduc de Platano est le troisième pont le plus haut d'Italie et le deuxième pont à béquilles le plus haut du monde après le viaduc de Sfalassà,, également situé en Italie. 

## Construction

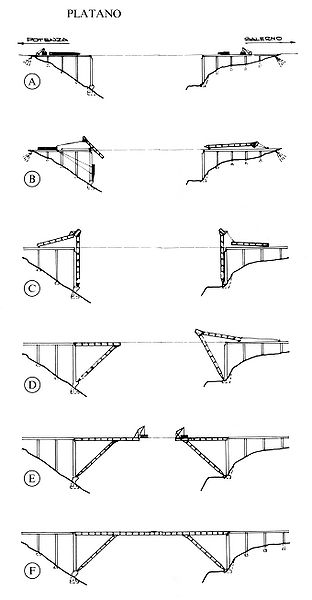
Étapes de construction de la travée centrale en acier du viaduc de Platano.

Suivant la méthode construction du viaduc de Sfalassà, le viadotto Platano a été conçu en plusieurs grandes sections de chaque côté de la gorge. L'une des entretoises (aussi appelée « béquille ») a été construite verticalement en sections avant d'être inclinée au-dessus de la gorge et tandis que l'autre a été préfabriquée en usine avant d'être tracter jusqu'au bout de l'ouvrage en bas dans la gorge. La travée centrale a ensuite été construite en petites sections par des grues mobiles. L’assemblage des caissons a été effectué sur des chantiers in situ à chaque extrémité de l’ouvrage, pour finalement se rejoindre au milieu. Cette méthode de construction a été réalisée à de nombreuses reprises par les Italiens des années 1970 et 80, notamment pour les viaduc de Sfalassà, Rago et Piave.
Le pont de Platano est situé sur le raccord autoroutier RA5 Sicignano degli Alburni à Potenza. Le terme « Raccordo » fait référence à la fonction de l’autoroute en tant que connecteur entre une grande ville et une grande autoroute. Dans ce cas, l'autoroute relie la ville de Potenza à l'autoroute A2. 
La conception est attribuée aux ingénieurs Silvano Zorzi et Sabatino Procaccia, qui ont également conçu le viaduc de Sfalassà. Sa travée centrale en acier mesure environ 291 mètres.